# Пронин, Александр Семёнович
Алекса́ндр Семёнович Про́нин (1902—1974) — советский военачальник, генерал-майор авиации. Участник советско-финской и Великой Отечественной войн.

## Биография
Родился в 1902 году в Москве. Член КПСС с 1929 года. 
С 1919 года — на военной службе. 
В 1919—1956 гг.: 
- красноармеец, на различных командных должностях в Рабоче-Крестьянской Красной Армии,
- начальник РО ВВС Северного фронта,
- начальник РО ВВС Ленинградского фронта,
- начальник штаба 1-й воздушной Армии,
- начальник штаба 2-й воздушной Армии,
- в ноябре 1945 года начальник штаба  Высших офицерских лётно-тактических курсов ВВС Красной Армии (Люберцы),
- слушатель Высшей военной академии имени Ворошилова,
- старший преподаватель Высшей военной Академии имени Ворошилова.

Вторая жена — Тарасова, Алла Константиновна.
Сын от первого брака — Пронин Евгений Александрович 1933 года рождения. Выпускник ЛНВМУ. Окончил Высшее военно-морское училище подводного плавания, минно-торпедный факультет. Служил на подводных лодках на Северном, затем на Тихоокеанском флоте. Командовал подводной лодкой. Капитан 2 ранга. После увольнения в запас погиб .
Умер в Москве в 1974 году. Похоронен на Введенском кладбище (2 уч.).